# Municipio de Moorland
El municipio de Moorland (en inglés: Moorland Township) es un municipio ubicado en el condado de Muskegon en el estado estadounidense de Míchigan. En el año 2010 tenía una población de 1575 habitantes y una densidad poblacional de 16,65 personas por km².

## Geografía
El municipio de Moorland se encuentra ubicado en las coordenadas 43°14′49″N 85°57′54″O / 43.24694, -85.96500. Según la Oficina del Censo de los Estados Unidos, el municipio tiene una superficie total de 94.62 km², de la cual 92,42 km² corresponden a tierra firme y (2,33 %) 2,21 km² es agua.

## Demografía
Según el censo de 2010, había 1575 personas residiendo en el municipio de Moorland. La densidad de población era de 16,65 hab./km². De los 1575 habitantes, el municipio de Moorland estaba compuesto por el 96,51 % blancos, el 0,25 % eran afroamericanos, el 0,38 % eran amerindios, el 0,19 % eran asiáticos, el 1,9 % eran de otras razas y el 0,76 % eran de una mezcla de razas. Del total de la población el 4,7 % eran hispanos o latinos de cualquier raza.